# Werner Naumann (Kaufmann)
Werner Naumann (* 23. November 1896 in Magdeburg; † 14. Juni 1952 in Bremen) war ein deutscher Kaufmann und Direktor der Focke-Wulf-Flugzeugwerke in Bremen.

## Biografie
Naumann war der Sohn eines Versicherungsmathematikers, der 1898 nach Bremen zog. Er besuchte das Neue Gymnasium. Zum Sommersemester 1915 begann er das Studium der Rechtswissenschaften an der Universität Göttingen und wurde noch in seinem ersten Semester Mitglied des "Studenten-Gesangvereins der Georgia Augusta" (heute StMV Blaue Sänger). Im Herbst des gleichen Jahres wurde er jedoch zum 1. Ersatz-Bataillon des Infanterieregiments 79 eingezogen und nach der Ausbildung zur 11. Kompanie des 1. Ersatzbataillons des Reserve-Infanterie-Regiments 266 versetzt, mit dem er im Frühjahr 1916 an die Front verlegt wurde. Das RIR 266 war Teil der 80. Reserve-Division, die seit Kriegsbeginn an der Ostfront eingesetzt war. Ende Dezember 1916 wurde die Division an die Westfront verlegt, wo die Division zum Kriegsende blieb. Naumann wurde im Frühjahr 1917 zum Gefreiten und noch im gleichen Jahr zum Unteroffizier und schließlich zum Vizefeldwebel befördert. Anschließend besuchte er den Offiziers-Aspiranten-Kursus mit Beförderung zum Leutnant der Reserve 1918. Nach Entlassung aus der Armee kehrte er 1919 an die Universität Göttingen zurück und studierte neben Jura zusätzlich Nationalökonomie. Er promovierte schließlich in Würzburg zum Dr. rer. pol.
Er trat 1923 in das Bankhaus Schröder in Bremen ein. Hier entstanden seine Verbindungen zur Flugzeugindustrie. Er war am 24. Oktober 1923 Mitbegründer der Bremer Flugzeugbau Gesellschaft (Bremer Flugzeugbau AG). Am 1. Januar 1924 firmierte die Gesellschaft zur Focke-Wulf Flugzeugbau AG um, begründet von Naumann, Henrich Focke als Konstruktionsleiter und Georg Wulf als Erprobungsleiter. Naumann bekleidete in der Firma seit 1924 die Position des kaufmännischen Direktors. Mit Hilfe des Kaufmanns Ludwig Roselius konnte er die finanziellen Anfangsschwierigkeiten des Unternehmens meistern. 1930/31 betrieb er die Fusion mit den Albatros Flugzeugwerken. Naumann trat zum 1. April 1933 der NSDAP bei (Mitgliedsnummer 1.655.220). Er blieb auch in der Zeit des Nationalsozialismus kaufmännischer Leiter von Focke-Wulf und trug zur Expansion und  den Betriebsauslagerungen wesentlich bei. 1945 musste er das Werk verlassen. 1950 wurde er Aufsichtsratsmitglied von Focke-Wulf und 1952 wieder kaufmännisches Mitglied des Vorstandes.
Er gehörte dem Aufsichtsrat vieler Firmen an. 1950 war Mitgründer des Bremer Vereins für Luftfahrt e. V.